# Phytobia cambii
Phytobia cambii (лат.) — вид двукрылых из семейства минирующих мух.

## Описание
Длина крыльев 3,7-4,1 мм. Усики и лоб чёрные. Скуловые и орбитальные пластинки выступающие, образуют кольцо вокруг глаза. Имеется шесть фронто-орбитальных щетинок, из которых две передние наклонные. Грудь чёрная. На среднеспинке 4 пары дорсоцентральных щетинок. Костальная жилка доходит до места впадения жилки M1 в край крыла. Тело личинок удлинённое длиной 15-20 мм. Мандибулы с двумя зубцами, иногда перемежающимися двумя более мелкими зубцами. Заднее дыхальце имеет три поры.

## Биология
Развивается под корой деревьев и кустарников из семейств берёзовые (ольха, берёза, граб, лещина) и ивовые (тополь, ива). Личинки питаются молодой ксилемой стволов, ветвей и корней. Древесина покрывается обесцвеченными «сердцевинными пятнами», которые являются остатками личиночных ходов, которые распространяются вдоль годичных колец. Самки откладывают яйца в молодые побеги в кроне. Яйца развиваются в течение 7-14 дней. Вылупившаяся личинка проникает в древесину, где продолжает свое развитие, совершая затем восходящие и нисходящие движения по стволу и корням, в результате чего каждая личинка прокладывает несколько мин в одном участке древесины. Зрелые личинки прогрызают в минах щели и падают на землю, где зимуют в стадии куколок. В год развивается одно поколение. Паразитами Phytobia cambii являются два вида браконид (Symphya ringens и Symphya hians), и один вид ихневмонид (Cremnodes atricapillus).

## Распространение
Вид встречается в Палеарктике от Западной Европы до Японии, по-видимому, отсутствует на крайнем севере.